# Volta a Llombardia 1993
La Volta a Llombardia 1993 fou la 87a edició de la clàssica ciclista Volta a Llombardia. La cursa es va disputar el 9 d'octubre de 1993, sobre un recorregut de 242 km, i era la desena prova de la Copa del Món de ciclisme de 1993. El vencedor final fou el suís Pascal Richard, que s'imposà en l'arribada a Monza.

## Classificació general
|    | Ciclista                  | Equip                     | Temps      |
| -- | ------------------------- | ------------------------- | ---------- |
| 1  | Pascal Richard (SUI)      | Ariostea                  | 6h 04' 38" |
| 2  | Giorgio Furlan (ITA)      | Ariostea                  | m. t.      |
| 3  | Maximilian Sciandri (ITA) | Motorola                  | + 07"      |
| 4  | Claudio Chiappucci (ITA)  | Carrera-Tassoni           | m. t.      |
| 5  | Charly Mottet (FRA)       | Novemail-Histor           | + 1' 03"   |
| 6  | Jesper Skibby (DEN)       | TVM-Bison                 | m. t.      |
| 7  | Piotr Ugriúmov (LAT)      | Mecair-Ballan             | m. t.      |
| 8  | Massimo Podenzana (ITA)   | Navigare-Blue Storm       | m. t.      |
| 9  | Dmitri Kónixev (RUS)      | Jolly Componibili-Club 88 | + 1' 14"   |
| 10 | Viatxeslav Iekímov (RUS)  | Novemail-Histor           | + 1' 19"   |